# Piotr Lipiński (reporter)
Piotr Lipiński (ur. 1967) – polski dziennikarz, reporter historyczny „Gazety Wyborczej”. Specjalizuje się w powojennej historii Polski, a zwłaszcza w wydarzeniach z okresu stalinizmu.

## Książki
- Humer i inni (ISBN 83-86245-12-3)
- Bolesław Niejasny (ISBN 83-7255-971-6)
- Towarzysze Niejasnego (ISBN 83-7337-310-1)
- Ofiary Niejasnego (ISBN 83-7337-632-1)
- Raport Rzepeckiego (ISBN 83-7469-027-5)
- Anoda. Kamień na szańcu
- Absurdy PRL-u
- Bicia nie trzeba było ich uczyć
- Cyrankiewicz. Wieczny premier
- Bierut. Kiedy partia była bogiem
- Kroków siedem do końca. Ubecka operacja która zniszczyła podziemie (ISBN 978-83-8191-089-7)
- Wasilewska. Czarno-biała, 2023

## Zbiory reportaży (współautor)
- Kraj Raj (ISBN 83-85249-34-6)
- Anna z gabinetu bajek (ISBN 83-06-02748-5)
- Nietykalni (ISBN 83-7255-478-1)